# Memorial Stadium (Bristol)
Pour les articles homonymes, voir Memorial Stadium.
Le Memorial Stadium est un stade de football localisé à Bristol, son ancien nom est The Memorial Ground.
C'est le stade qui accueille les rencontres à domicile des clubs de Bristol Rovers FC et du Bristol Rugby.

## Histoire
Ce stade de 11 916 places est inauguré en 1921 à la mémoire des joueurs de rugby à XV de la ville décédés pendant le conflit de la Première Guerre mondiale. 

## Sources
- This is Bristol Bristol Evening Post
- Bristol Football Club (RFU), Dave Fox and Mark Hoskins, 2 vols., Tempus Publishing
- Bristol Rovers: The Definitive History 1883–2003, Stephen Byrne and Mike Jay, Tempus Publishing